# Yuki Onishi
Yuki Onishi (født 30. juli 1996) er en japansk tidligere professionel fodboldspiller.
Han har spillet for flere forskellige klubber i sin karriere, herunder Kyoto Sanga FC.